# Saison 2019-2020 du C' Chartres Métropole handball
Maillots
Chronologie
Saison 2018-2019 Saison 2020-2021
Dernière mise à jour : 10/12/2020.
La saison 2019-2020 du C' Chartres Métropole handball signe le retour et la deuxième saison de l'histoire du club en première division.
La pré-saison est mouvementée avec le changement de direction à la tête du club qui passe sous statut professionnel en tant que société par actions simplifiée (SAS), présidée par Steeve Baron, qui succède à Philippe Besson. L'entraîneur auteur de la montée Jérôme Delarue est remplacé Toni Gerona.
L'équipe est renforcée avec un recrutement quasi totalement d'internationaux étrangers. En Starligue, les premiers résultats sont mitigés mais jamais le club n'est en position de relégable. Confronté à plusieurs blessures de longues durées, l'instabilité de l'effectif n'aide pas à créer un collectif efficace. Pour autant, le CCMHB réalise quelques résultats remarqués comme la victoire sur le terrain du Fenix Toulouse ou de courtes défaites face à des équipes mieux classées. L'équipe chartraine est dixième à l'arrêt du championnat à cause de la pandémie de Covid-19.
Le parcours en Coupes nationales est le meilleur de l'histoire du club. En Coupe de la Ligue, le CCMHB égalise son plus beau parcours en atteignant le troisième tour qui constitue les huitièmes de finale. Après avoir éliminé deux clubs de D2, le club est lourdement sorti à domicile par l'USAM Nîmes Gard (20-33). En Coupe de France, l'équipe atteint les demi-finales en passant trois tours, toujours à l’extérieur et contre deux équipes de l'élite. La compétition est annulée avant le début du dernier carré à cause de la pandémie de Covid-19.

## Avant-saison

### Direction et statut professionnel
Quatre ans après son premier passage dans l'élite, le club passe sous statut professionnel. Une société par actions simplifiée (SAS) voit le jour et est présidée par Steeve Baron, qui succède à Philippe Besson. La nouvelle équipe au pouvoir possède aussi Raphaël Geslan comme directeur général.

### Budget
Le budget 2019-2020 du CCMHB est de 3,5 millions d'euros en hausse de 250.000 € par rapport à la saison précédente et consacré pour plus de la moitié (54,3 %) à la masse salariale,.

### Mouvements du staff technique
Le successeur de Jérôme Delarue à la tête du CCMHB est Toni Gerona, qui a une double casquette, puisqu'il est aussi sélectionneur de l'équipe de Tunisie. Le technicien espagnol s'engage pour deux saisons, dont une en option, avec le CCMHB.
Son staff se compose de Pierre Gomez, ancien de Toulouse et passé par la sélection nationale du Qatar, qui est chargé de la préparation physique en remplacement de Robin Moreau. Le jeune retraité Ricardo Candeias est responsable des gardiens. Pour le seconder, l'entraîneur francophone n'a pas un adjoint, mais un staff élargi. Trois hommes issus du club sont susceptibles d'intervenir : Jérôme Delarue, de retour à son poste de directeur du centre de formation, Yann Lemaire, l'entraîneur de l'équipe réserve, et Frédéric Salmon, son adjoint.
| Poste                   | 2018-2019          | Cause de mouvement | 2019-2020                         |
| ----------------------- | ------------------ | ------------------ | --------------------------------- |
| Entraîneur principal    | Jérôme Delarue     | non conservé       | Toni Gerona                       |
| Adjoints                | Sébastien Ostertag | non conservé       | J. Delarue, F. Salmon, Y. Lemaire |
| Entraîneur des gardiens | non existant       | -                  | Ricardo Candeias                  |
| Préparateur physique    | Robin Moreau       | non conservé       | Pierre Gomez                      |
| Analyste                | non existant       | -                  | Grégory Six                       |

### Transferts de joueurs
Le technicien catalan dispose d’un effectif largement remodelé. Au-dessus du lot l'année précédente grâce à des joueurs comme Youssef Benali, Sergiy Onufriyenko ou encore le gardien Nebojsa Grahovac, Chartres laisse partir huit éléments dont son capitaine Robin Molinié. Le club recrute des joueurs confirmés aux quatre coins de l’Europe. Parmi eux, le portier danois Kim Sonne, l’arrière roumain Dan Racoțea ou encore l’ailier serbe Vanja Ilić, pour neuf recrues cosmopolites au total.
| Départs                      |      |                                      |                |                |
| Nom                          | Nat. | Destination                          | Poste          | Raison         |
| Ricardo Candeias             |      | entraîneur des gardiens              | Gardien        | arrêt          |
| Swan Lemarié                 |      | Cherbourg (D2)                       | Arrière gauche | Fin de contrat |
| Robin Molinié                |      | Créteil (D1)                         | Arrière gauche | Fin de contrat |
| Martin Petiot                |      | Esch-sur-Alzette (D1 luxembougeoise) | Arrière droit  | Fin de contrat |
| Rémi Feutrier                |      | Osaki Osol (Japon)                   | Ailier gauche  | Fin de contrat |
| Sylvain Kieffer              |      | Valence (D2)                         | Ailier droit   | Fin de contrat |
| Matthias Duriaud             |      | Lyon Caluire (N1)                    | Pivot          | Fin de contrat |
| Louis Roche                  |      | Istres (D1)                          | Pivot          | Fin de contrat |
| Arrivées                     |      |                                      |                |                |
| Nom                          | Nat. | Provenance                           | Poste          | Durée          |
| Kim Sonne                    |      | GWD Minden (D1 allemande)            | Gardien        | 3 ans          |
| Dan Racoțea                  |      | Plock (D1 polonaise)                 | Arrière gauche | 1 an           |
| Wael Jallouz                 |      | Füchse Berlin (D1 allemande)         | Arrière gauche | 1,5 an (prêt)  |
| Nikola Jukic                 |      | Pontault-Combault (D1)               | Arrière droit  | 2 ans          |
| Vanja Ilić                   |      | La Rioja (D1 espagnole)              | Ailier gauche  | 2 ans          |
| Morten Vium                  |      | US Ivry (D1)                         | Ailier droit   | 2 ans          |
| Vasja Furlan                 |      | US Ivry (D1)                         | Demi-centre    | 3 ans          |
| Leonardo Domenech de Almeida |      | Puente Genil (D1 espagnole)          | Pivot          | 2 ans          |
| Edgar Dentz                  |      | Nancy (D2)                           | Pivot          | 3 ans          |

## Compétitions

### Championnat
En Starligue, les premiers résultats sont mitigés mais jamais le club n'est en position de relégable. Confronté à plusieurs blessures de longues durées, l'instabilité de l'effectif n'aide pas à créer un collectif efficace. Pour autant, le CCMHB réalise quelques résultats remarqués comme la victoire sur le terrain du Fenix Toulouse ou de courtes défaites face à des équipes mieux classées. L'équipe chartraine est dixième à l'arrêt du championnat à cause de la pandémie de Covid-19.
Extrait du classement de D1 2019-2020
|    | Équipe                      | Pts | J  | G | N | P  | Bp  | Bc  | Diff | Dép         |
| -- | --------------------------- | --- | -- | - | - | -- | --- | --- | ---- | ----------- |
| 7  | Dunkerque HGL               | 15  | 18 | 7 | 1 | 10 | 448 | 479 | -31  | 2 p.        |
| 8  | Saint-Raphaël VHB           | 15  | 18 | 7 | 1 | 10 | 514 | 530 | -16  | 0 p.        |
| 9  | Chambéry SMB HB             | 14  | 18 | 6 | 2 | 10 | 488 | 481 | 7    | 2 p., +6 b. |
| 10 | C' Chartres MHB P           | 14  | 18 | 6 | 2 | 10 | 482 | 517 | -35  | 2 p., −6 b. |
| 11 | Istres Provence HB          | 13  | 18 | 6 | 1 | 11 | 461 | 507 | -46  | 2 p.        |
| 12 | US Ivry                     | 13  | 18 | 6 | 1 | 11 | 480 | 515 | -35  | 0 p.        |
| 13 | Tremblay-en-France Handball | 9   | 18 | 4 | 1 | 13 | 467 | 535 | -68  | 2 p.        |
| 14 | US Créteil P                | 9   | 18 | 4 | 1 | 13 | 476 | 539 | -63  | 0 p.        |

### Coupe de France
En Coupe de France, l'équipe atteint les demi-finales en passant trois tours, toujours à l’extérieur et contre deux équipes de l'élite. La compétition est annulée avant le début du dernier carré à cause de la pandémie de Covid-19.
| Tour            | Date        | Club recevant        | Score      | Club visiteur   |
| --------------- | ----------- | -------------------- | ---------- | --------------- |
| 16e de finale   | 6 décembre  | Limoges Hand 87 (D2) | 24 – 39    | C' Chartres MHB |
| 8e de finale    | 1er février | Tremblay FHB (D1)    | 30 – 33    | C' Chartres MHB |
| Quart de finale | 7 mars      | Pays d'Aix UC (D1)   | 30 – 32tab | C' Chartres MHB |
| Demi-finale     | 6 décembre  | HBC Nantes (D1)      | non-joué   | C' Chartres MHB |

### Coupe de la Ligue
En Coupe de la Ligue, le CCMHB égalise son plus beau parcours en atteignant le troisième tour qui constitue les huitièmes de finale. Après avoir éliminé deux clubs de D2, le club est lourdement sorti à domicile par l'USAM Nîmes Gard (20-33).
| Tour     | Date       | Club recevant   | Score   | Club visiteur                   |
| -------- | ---------- | --------------- | ------- | ------------------------------- |
| 1er tour | 07/09/2019 | C' Chartres MHB | 35 – 25 | Valence Handball (D2)           |
| 2e tour  | 05/10/2019 | C' Chartres MHB | 24 – 23 | Pontault-Combault Handball (D2) |
| 3e tour  | 02/11/2019 | C' Chartres MHB | 20 – 32 | USAM Nîmes Gard (D1)            |